# 広州地下鉄8号線
広州地下鉄8号線（こうしゅうちかてつ8ごうせん、中文表記: 广州地铁8号线、英文表記: Guangzhou Metro Line 8）は、中華人民共和国広東省広州市白雲区の滘心駅と海珠区の万勝囲駅を結ぶ広州地下鉄の路線である。広州地鉄集団有限公司が運営する。ラインカラーは■青緑。路線距離33.9キロで、「L」字方向で28駅、1車両基地がある。6両編成のA型列車を使用。
同線は2010年9月25日までに旧2号線の一部であった。8号線として独立後、再度珠江を渡り文化公園駅を経由し、同じ「L」字形で北へ延伸した。未来、8号線は両端から再度延伸する予定である。

## 概要

8号線の路線図。

広州地下鉄8号線は「L」字の線形になっている。海珠区の新港東路にある万勝囲駅を起点とし、新港路・昌崗東路の一線を沿って西へ進み、工業大道北で北西方向をとり、珠江を渡り近代の貿易都市としての痕跡が散見する文化公園駅を経由する。そして康王路を沿って陳家祠駅まで北へ進んで、陳家祠駅からくねくねと北西方向に進む。同徳囲など住民が多い市街地を経由し、白云区の滘心駅に至る。
車両基地は亭崗駅の西側にある白雲湖車両基地である。運転指令所は隴枕停車場内にある隴枕コントロールセンター。該当運転指令所は18号線、22号線などの都市間鉄道路線の指令業務を行っている。
未来、22号線は芳村から、国鉄の広州駅、白雲駅を経由し、広州白雲国際空港まで延伸する予定である。該当北延伸線は広州芳白城際軌道交通有限公司によって建設・運営される。なお、南沙区を経由して東莞市、深圳市への延伸を備えて、番禺広場駅で予備構造が建てられている。
運転指令所は公園前駅の地上にある公園前コントロールセンター。該当運転指令所は1号線、2号線、8号線の指令業務を行っている。
路線切り替えるまでの旧2号線は中国本土初で、全線でホームドア、集中式冷房装置、剛体架線式集電装置を設置し、コイン型乗車券を発行する地下鉄路線であった。

### 路線データ
- 管轄・路線距離（営業キロ）：
  - 広州市地下鉄道総合公司
    - 滘心駅 - 万勝囲駅間 32.9 km
- 軌間：1,435mm (標準軌)
- 駅数：28（起終点駅含む）
- 複線区間：全線
- 電化区間：全線（直流1500V・架空電車線方式）
- 閉塞方式：FTGS准移動自動閉塞
- 運転指令所：公園前控制センター
- 最高速度：80 km/h
- 走行方向：右側通行

## 沿革
8号線の歴史は2号線と深く関与している。

### 計画

1987年案の「十字線網」構想

- 1987年 - フランスの投資を導入し旧2号線の構想は検討され始めた。

当初の計画は現1号線と旧2号線が並立していた「十字線網」構想であった。現8号線の昌崗 - 赤崗間が含まれる。
その後政治的理由でドイツの投資を導入するように変更した。
- 1997年 - 『広州市城市快速軌道交通線網規劃研究（最終報告）』が発表。

該当計画では十字線網の2号線を両分し、現2号線・8号線の雛形が現れた。5号線の番号が付与された。西は昌崗よりさらに西へ西塱駅に接続し、東は万勝囲駅で枝分かれ、それぞれ黄村、新洲にいたる案であった。
- 2003年 - 2003年計画案が発表。

当案では、路線番号が付け直されて、8号線の番号が付与された。西塱駅まで接続路線は広仏線の一部となり、黄村への支線は4号線の一部となる。なお、8号線は建設順番が遅いが、広州交易会が琶洲の広州国際会議展覧センターで行われるようになるため、海珠区北部、すなわち昌崗 - 赤崗間のほうか需要が逼迫していた。これらを受けて、2000年案をもとに「十字線網」構想を復活させ、2号線の三元里 - 江南西間と8号線の暁港 - 琶洲間を先行建設し、仮の旧2号線として運営することにした。江南西 - 暁港間では今後2つの独立路線として延伸・切り替えできるよう予備用の線路を併設する予定であった。

### 旧2号線の建設と運営
現8号線の暁港 - 万勝囲間は、2010年9月21日の終電まで、旧2号線の一部として建設・運営されていた。

### 8号線の延伸計画
- 2007年6月 - 2/8号線延伸線計画は国家発改委により批准された。該当計画では、2/8号線は各自南、西および北の3方向へ延伸[7]。
- 2008年 - 2008年計画案が発表。

当案では、8号線は新環状線（小さい環状線案）に統括され、琶洲 - 万勝囲間は切り離れる。しかし、鳳凰新村駅より北への路線計画はまだ不明のため、当時8号線の北延伸線工事が一時見合わせさせた。
- 2010年 - 2010年計画案が発表。

当案では、8号線は独立性を保ち、滘心駅と万勝囲駅を結ぶ現「L」字の線形が確定された。
北は荔湾区の康王路と荔湾路、白雲区の西槎路、石槎路および石沙路などを経由して滘心駅まで延伸し、同徳囲付近の混雑緩和に効くことを目指す。

### 路線切り替え
- 2010年9月25日 - 新2号線との乗換駅である昌崗駅が増設され、昌崗駅 - 万勝囲間が8号線として開業。赤沙車両基地も8号線に転用。沙園駅付近の駅冷却塔が地元住民に反発を受けたため、昌崗 - 鳳凰新村の開業が後回しされた[11]。
- 2010年11月3日 - 鳳凰新村駅、沙園駅、宝崗大道の3駅が開業[12]。

### 8号線の延伸工事
- 2007年8月 - 鳳凰新村 - 文化公園間着工。

計画調整により工事が見合わせ。同福西駅は設計変更・損失補償・文化財保護などの事情で時間がかかり、用地取得できなかった。
- 2014年1月23日 - 鳳凰新村 - 文化公園間は用地取得が完了し再度着工[13]。鳳凰新村 - 滘心間の建設が開始[14]。

地質探査によると、北延伸線沿線は石灰岩地域のため石灰洞が多く、シールド工法が不可能なため、開削工法で工事を実施することになった。
- 2016年10月28日 - 鳳凰新村 - 同福西間貫通[15]。
- 2017年7月 - 西村駅着工。

同駅は損失補償・用地取得が難航するほか、駅付近に百歳を超えた榕樹が工事に影響を及ぼしたため、着工が後回しされていた。
- 2019年9月 - 鳳凰新村 - 文化公園間レール敷設完了。[17][18]
- 2019年8月9日 - 文化公園 - 滘心間トンネル貫通。
- 2019年9月27日 - 鳳凰新村 - 文化公園間の軌道は所有・運営・管理権が移管され、試運営が開始[19]。
- 2019年12月28日 - 鳳凰新村 - 文化公園間開業[1]。
- 2019年12月30日 - 文化公園 - 滘心間レール敷設完了。
- 2020年1月 - 文化公園 - 滘心間全ての駅が構造工事完了。
- 2020年3月21日 - 白雲湖車両基地は所有・運営・管理権が移管された[20]。
- 2020年5月15日 - 文化公園 - 滘心間の軌道が移管[21]。
- 2020年7月31日 - 文化公園 - 滘心間5駅が移管[22]。
- 2020年8月15日 - 赤沙車両基地は閉鎖[3]。
- 2020年9月30日 - 文化公園 - 滘心間続いて6駅が移管[23]。
- 2020年10月15日 - 当時運営中の終点文化公園駅から、回送列車を利用し、ダイヤ通りでの折り返し試運転を開始。[24]
- 2020年11月26日 - 文化公園 - 滘心間が開業[2]。

しかし、西村駅と彩虹橋駅は未だ未開業で、列車は両駅を通過して運転。
- 2022年9月28日 - 彩虹橋駅開業[26]。
- 2022年12月28日 - 西村駅開業[27]。

## 駅一覧
8号線の28駅のうち、8駅が乗換駅。全て地下駅である。
| ラッシュ | 各駅停車 | 駅番号 | 駅名       | 駅名         | 駅名                     | 駅間キロ | 累計営業キロ | 接続路線・備考                                                                                               | 所在地       | 所在地 |
| ラッシュ | 各駅停車 | 駅番号 | 日本語     | 簡体字中国語 | 英語                     | 駅間キロ | 累計営業キロ | 接続路線・備考                                                                                               | 所在地       | 所在地 |
| -------- | -------- | ------ | ---------- | ------------ | ------------------------ | -------- | ------------ | --- | ------------ | ------ |
|          | ●        | 801    | 滘心駅     | 滘心站       | Jiaoxin                  | 0.00     | 0.00         | | 広東省広州市 | 白雲区 |
|          | ●        | 802    | 亭崗駅     | 亭岗站       | Tinggang                 | 1.66     | 1.66         | | 広東省広州市 | 白雲区 |
|          | ●        | 803    | 石井駅     | 石井站       | Shijing                  | 1.83     | 3.49         | | 広東省広州市 | 白雲区 |
|          | ●        | 804    | 小坪駅     | 小坪站       | Xiaoping                 | 2.00     | 5.49         | | 広東省広州市 | 白雲区 |
|          | ●        | 805    | 石潭駅     | 石潭站       | Shitan                   | 1.35     | 6.84         | - ■12号線 白雲駅（未開業） - ■22号線 白雲駅（未開業） - ■24号線 白雲駅（未開業） - 中国国鉄 白雲駅（未開業） | 広東省広州市 | 白雲区 |
| ●        | ●        | 806    | 聚龍駅     | 聚龙站       | Julong                   | 0.79     | 7.63         | ■12号線（未開業）                                                                                            | 広東省広州市 | 白雲区 |
| ●        | ●        | 807    | 上歩駅     | 上步站       | Shangbu                  | 1.14     | 8.77         | | 広東省広州市 | 白雲区 |
| ●        | ●        | 808    | 同徳駅     | 同德站       | Tongde                   | 0.85     | 9.62         | | 広東省広州市 | 白雲区 |
| ●        | ●        | 809    | 鵝掌坦駅   | 鹅掌坦站     | Ezhangtan                | 0.83     | 10.45        | | 広東省広州市 | 白雲区 |
| ●        | ●        | 810    | 西村駅     | 西村站       | Xicun                    | 1.86     | 12.31        | ■5号線 505                                                                                                   | 広東省広州市 | 茘湾区 |
| ●        | ●        | 811    | 彩虹橋駅   | 彩虹桥站     | Caihong Bridge           | 0.96     | 13.27        | - ■11号線 - ■13号線（未開業） - ■22号線（未開業）                                                            | 広東省広州市 | 茘湾区 |
| ●        | ●        | 812    | 陳家祠駅   | 陈家祠站     | Chen Clan Academy        | 1.05     | 14.32        | ■1号線 107                                                                                                   | 広東省広州市 | 茘湾区 |
| ●        | ●        | 813    | 華林寺駅   | 华林寺站     | Hualinsi Buddhist Temple | 0.76     | 15.08        | | 広東省広州市 | 茘湾区 |
| ●        | ●        | 814    | 文化公園駅 | 文化公园站   | Cultural Park            | 1.02     | 16.10        | ■6号線 608                                                                                                   | 広東省広州市 | 茘湾区 |
| ●        | ●        | 815    | 同福西駅   | 同福西站     | Tongfuxi                 | 0.88     | 16.98        | | 広東省広州市 | 海珠区 |
| ●        | ●        | 816    | 鳳凰新村駅 | 凤凰新村站   | Fenghuang Xincun         | 0.86     | 17.84        | | 広東省広州市 | 海珠区 |
| ●        | ●        | 817    | 沙園駅     | 沙园站       | Shayuan                  | 0.83     | 18.67        | ■広仏線 GF21                                                                                                 | 広東省広州市 | 海珠区 |
| ●        | ●        | 818    | 宝崗大道駅 | 宝岗大道站   | Baogang Dadao            | 1.05     | 19.72        | | 広東省広州市 | 海珠区 |
| ●        | ●        | 819    | 昌崗駅     | 昌岗站       | Changgang                | 0.84     | 20.56        | ■2号線 209                                                                                                   | 広東省広州市 | 海珠区 |
| ●        | ●        | 820    | 暁港駅     | 晓港站       | Xiaogang                 | 0.67     | 21.23        | | 広東省広州市 | 海珠区 |
| ●        | ●        | 821    | 中大駅     | 中大站       | Sun Yat-sen University   | 1.19     | 22.42        | ■10号線 中大南門駅（未開業）                                                                                 | 広東省広州市 | 海珠区 |
| ●        | ●        | 822    | 鷺江駅     | 鹭江站       | Lujiang                  | 1.69     | 24.11        | | 広東省広州市 | 海珠区 |
| ●        | ●        | 823    | 客村駅     | 客村站       | Kecun                    | 1.24     | 25.35        | ■3号線 308                                                                                                   | 広東省広州市 | 海珠区 |
| ●        | ●        | 824    | 赤崗駅     | 赤岗站       | Chigang                  | 1.48     | 26.83        | ■12号線（未開業）                                                                                            | 広東省広州市 | 海珠区 |
| ●        | ●        | 825    | 磨碟沙駅   | 磨碟沙站     | Modiesha                 | 0.77     | 27.60        | - ■18号線 1807 - ■28号線（未開業）                                                                           | 広東省広州市 | 海珠区 |
| ●        | ●        | 826    | 新港東駅   | 新港东站     | Xingangdong              | 1.57     | 29.17        | | 広東省広州市 | 海珠区 |
| ●        | ●        | 827    | 琶洲駅     | 琶洲站       | Pazhou                   | 0.99     | 30.16        | - ■11号線 - ■28号線（未開業） - 広仏環状線（未開業） - 穂深都市間鉄道琶洲支線（未開業）                      | 広東省広州市 | 海珠区 |
| ●        | ●        | 828    | 万勝囲駅   | 万胜围站     | Wanshengwei              | 1.83     | 31.99        | - ■4号線 421 - ■海珠有軌1号線 THZ111                                                                         | 広東省広州市 | 海珠区 |

## 運転形態
現在、各駅停車の通常運転列車以外、ラッシュ時に、聚竜 - 万勝囲間で2対1の割合でラッシュ快速列車を運転。。駅・列車放送およびホームモニターで終点駅と到達時間が提示される。

### 春運特別快速列車
2009年から2015年まで、春運期間に新港東駅の広州国際会議展覧センターで広州駅の異地候車制が施行され、新港東 - 広州駅間の無料特別列車が運転された。

## 利用状況
8号線は海珠区北部の主動脈であり、広州交易会会場に繋がる重要な交通手段である。
北へ延伸するまで、8号線は海珠区内のみ運転している路線だが、珠江対岸と往来する乗客が多く、各乗換駅が混雑していた。
北延伸線開業後、旧市街、同徳囲などの住宅地域に繋がった結果、乗客がさらに増加し、昌崗 - 客村間が混雑。2020年12月4日、1日平均利用者数は98.41万人で、市内で4位を占めた。12月31日、1日平均利用者数は103.5万人で史上最高、そのうち北延伸線は15.8万人。2021年1日平均利用者数は75.75万人で、市内で5位を占めた。

## 使用車両
| 内部型番 | 製造所               | 車両編成              | 制造時間  | 列車数 |
| -------- | -------------------- | --------------------- | --------- | ------ |
| A2       | 長客＝ボンバルディア | 6A（Tc+Mp+M+M+Mp+Tc） | 2002-2005 | 17列   |
| A5       | 南車株洲機車         | 6A（Tc+Mp+M+M+Mp+Tc） | 2011-2013 | 4列    |
| A6       | 中車株洲機車         | 6A（Tc+Mp+M+M+Mp+Tc） | 2017-2019 | 24列   |
| A8       | 中車長春機車         |                       | 2022-2023 | 13列   |

現在、8号線では長客＝ボンバルディアMovia 456型列車（A2型列車）17列、A5型列車4列とA6型列車（北延伸線用）24列が使用されている。
A2型列車は旧2号線時代から使われてきた。路線切り替え後、一部の列車が引き続き8号線で使用される。2013年11月7日、A5型列車が使用開始。A5型列車が使用開始後、一部のA2型列車が1号線に転用。2018年9月10日、A6型列車が使用開始。

## 事故
- 2010年5月15日 - 前日の豪雨により磨碟沙駅で浸水が発生。旧2号線赤崗 - 万勝囲間11:50まで運休。
- 2012年11月19日 - 19時19分、鷺江 - 客村間で万勝囲行き列車のパンタグラフにショートが発生し、煙と異常な響きが伴う。客村駅まで200メートルのところで緊急停車。20时05分、乗客が避難され、2人体調不良で入院。その後運転再開。[34][35]

## 今後の発展
8号線は未来両端から延伸し、北は江府駅・広州北駅まで、東は番禺区化竜鎮付近に至る。

### 北再延伸線と支線
- 2014年7月 - 広州市規画局が滘心駅から北へ進んで花都区の広州北駅まで延伸する案を提出。

8号線は延伸後に走行距離が50キロを超え、最高運転速度が80km/hのみであり、輸送効率が極めて低いと考えられるため、同案は激しい物議を醸していた。
- 2014年末 - 広州北駅までの北延伸線計画が放置[38]。
- 2017年3月 - 花都区の要請により、広州北駅までの北延伸線計画が復活し、国家発改委により批准された。過長延伸の問題に対して、未来延伸線の切り替えられるよう、あらかじめ江府駅で建設準備を整備する対策である。[39]
- 2020年10月31日 - 「広州市城市軌道交通第三期建設規画」の環境アセスメント告示が発表。

当告示では、江府 - 広州北駅間の北延伸線は切り離れて24号線となった。2027年に開業し、4分17秒の発車間隔で運転する予定。
- 2022年12月 - 社会安定性アセスメント告示が発表。

既有計画調整での路線増加が許可されなかったため、当告示では、江府 - 広州北駅間は再度8号線に切り替え、計画中の広州地下鉄24号線江府 - 紀念堂間は8号線北延伸線支線とした。
ただし、路線配置などには変わりはない。滘心 - 江府間は走行速度が最高80km/hで、江府 - 広州北駅間は100km/hである。江府駅の配線も8号線の終点駅でありながら元24号線の途中駅として設置される。

### 8號線東延伸線
- 2010年 - 2010年計画案が発表。

当案では、8号線は長洲・化龍まで東へ延伸。
- 2015年 - 2015年計画案が発表。

当案では、8号線は海傍駅まで東へ延伸。化龍駅から支線を増設し、黄埔客運港までに至る。
- 2018年 - 2018年計画案が発表。

当案では、化龍 - 黄埔客運港間の支線は17号線の一部となった。
- 2020年10月31日 - 「広州市城市軌道交通第三期建設規画」の環境アセスメント告示が発表。

当告示では、万勝囲 - 蓮花間は確認され、蓮花 - 海傍間は放置。
- 2020年11月 - 「広州市城市軌道交通線網規画方案」（2018—2035年）遠期規画案が広州市政府により批准された。

当案では、蓮花 - 海傍間については詳しい建設期限は明らかにされなかった。
- 2022年8月1日 - 第1回環境アセスメント告示が発表。

当告示では、鳳浦公園駅、新洲駅、長洲駅（7号線北延伸線に乗換）、展貿城駅、化竜駅、蒙地駅と蓮花駅を設置することが判明。
- 2022年10月25日 - 路線リスクアセスメント告示が発表。

当告示では、化竜停車場を蓮花停車場に移設。
- 2022年11月 - 第2回環境アセスメント告示が発表。

当告示では、黄埔造船工場を避ける線形を採用することが判明。なお、未来24号線と直通運転する可能性を言及。